# Ama no Nuboko
Ama no Nuboko lub Ame no Nuboko (jap. 天沼矛, 天之瓊矛 lub też 天瓊戈) (boska włócznia przyozdobiona klejnotami lub boska włócznia) to mityczna naginata, z pomocą której demiurdzy Izanagi i Izanami mieli stworzyć wyspę Onogoro-jima.
Wedle japońskiego mitu o stworzeniu świata Izanagi i Izanami stanęli na unoszącym się w przestrzeni moście niebios (tęczy), spojrzeli w dół na rozchybotaną ziemię i zapytali: „Czy nie ma tam jakiegoś kraju?”. Po czym pchnęli w wody oceanu bezcenną, wysadzaną niebieskimi klejnotami włócznią, którą otrzymali od bogów. Kilkoma ruchami zamieszali wodę aż zachlupotała: gdy unieśli włócznię ku górze, z jej grotu spłynęła gęsta kropla iłu, potem druga i następna. Gęsta ciecz skrzepła i stała się wyspą Onogorojima (jap. 淤能碁呂島). Wtedy boska para demiurgów zapragnęła być mężem i żoną, zstąpiła z Niebios i zamieszkała na tej wyspie. W ustronnym miejscu bogowie ustawili słup (co w obyczaju dawnych japońskich budowniczych było równoważnikiem położenia pod budowlę kamienia węgielnego). Według Nihon-shoki słupem tym była właśnie owa włócznia, dana im przez duchy nieba.